# Falconara Albanese
Falconara Albanese (albanès Fullkunara) és un municipi italià, dins de la província de Cosenza. L'any 2006 tenia 1.422 habitants. És un dels municipis on viu la comunitat arbëreshë. Limita amb els municipis de Cerisano, Fiumefreddo Bruzio, Marano Principato i San Lucido.

## Administració
| Període | Identitat    | Partit        |
| ------- | ------------ | ------------- |
| 2006-   | Ercole Conti | Llista cívica |